# 通班·显阿蓬
通班·显阿蓬（羅馬化：Thongbanh Sengaphone，1953年5月2日—2014年5月17日）生于老挝博利坎赛省Thouai Beang，老挝政治人物，原老挝人民革命党中央书记处书记、公安部部长。

## 生平
2005年2月，老挝公安部部长苏再·塔马西退休，通班·显阿蓬接任公安部部长。2005年5月26日，中国国务委员、公安部部长周永康在人民大会堂与老挝公安部部长通班·显阿蓬举行会谈。
2006年6月组成的新一届老挝政府中，通班·显阿蓬担任公安部部长。
2011年6月组成的新一届老挝政府，共设有21个部门（18个部和3个直属机构），其中通班·显阿蓬担任公安部部长。2013年7月8日，中共中央政治局委员、中央政法委书记孟建柱，国务委员、公安部部长郭声琨在钓鱼台国宾馆会见了老挝人民革命党中央书记处书记、公安部部长通班·显阿蓬。
2014年5月17日，包括隆再·皮吉中将（老挝人民革命党中央政治局委员、政府副总理兼国防部部长）等老挝高级政府官员乘飞机从老挝首都万象起飞，到川圹省参加庆祝老挝人民军第二师成立55周年的活动，但飞机在当天早上坠毁，老挝国防部部长隆再·皮吉及其夫人、老挝公安部部长通班·显阿蓬、老挝人民革命党中央宣传部部长征·宋本坎、万象市市长苏甘·马哈拉等人在事故中遇难。